# Kiki Daire
Kiki Daire, née le 18 septembre 1976 à Memphis, est une actrice pornographique américaine.

## Récompenses
- 2001 AVN Award nomination – Best All-Girl Sex Scene - New Wave Hookers 6 (avec Ryan Conner et Monique DeMoan)
- 2001 FICEB Award nomination – Best Anal Scene - Profanadores de Clitoris (avec Kristy Myst)
- 2013 XRCO Award nomination – Best Cumback

## Filmographie sélective
- 1998 : Lesbian Virgins 4
- 1999 : 18 Young and Tight 2
- 2000 : New Wave Hookers 6
- 2001 : The Violation of Kiki Daire
- 2002 : The Violation of Violet Blue
- 2002 : Taboo 2001: Sex Oddyssey
- 2003 : Barefoot Beauties
- 2004 : Lesbian Big Boob Bangeroo 5
- 2005 : Supersize Tits 7
- 2006 : Pissing College Girls
- 2007 : Forbidden Fetishes 2
- 2008 : Goo Girls 30
- 2011 : Women Seeking Women 75
- 2012 : Asseating Lesbians
- 2013 : MILF and Honey 23
- 2014 : My Wife and The Lesbian
- 2015 : Seduced by Mommy 11
- 2016 : My Girl Loves Anal 4
- 2017 : Girl Attack 3
- 2018 : Lesbian Big Booty Lovers 2